# Operatie Snapdragon
Operatie Snapdragon was de codenaam voor een SAS-operatie in Italië. 

## Geschiedenis
Op 28 mei 1943 voerde de SAS een kleine operatie uit op het Italiaanse eiland Pantelleria. De operatie werd uitgevoerd door leden van het 2e SAS-bataljon, dat eerder die maand in Algerije door luitenant-kolonel Bill Stirling was opgericht. Het bataljon werd afgezet door onderzeeboot HMS Unshaken. Er werden enkel verkenningen uitgevoerd met het oog op de landing op Sicilië op 10 juli (Operatie Husky). Operatie Snapdragon was de eerste operatie van het 2e SAS-bataljon. Voor de landing op Sicilië voerde het bataljon in juni nog een operatie op Lampedusa uit (Operatie Buttercup).